# Alto de Nique
El Alto de Nique es una montaña ubicada entre Suramérica y Centroamérica, específicamente entre el departamento del Chocó y la provincia de Darién y por tanto parte de la frontera terrestre entre Colombia, al oriente, y Panamá, al occidente. Tiene una elevación de 1.730 m y hace parte, del lado panameño, del Parque nacional Darién.
Dada su condición es considerado como un pico ultraprominente junto con el cerro Tacarcuna, también sobre la frontera.